# Discoptila willemsei
Discoptila willemsei är en insektsart som beskrevs av Karaman, M.S. 1975. Discoptila willemsei ingår i släktet Discoptila och familjen syrsor. Inga underarter finns listade i Catalogue of Life.